# Група армии „Дон“
Група армии „Дон“ е военно съединение на Вермахта от Втората световна война, съществувало за сравнително кратко време.
Създадена е на 22 ноември 1942 г., въз основа на управлението на 11-а немска армия, намираща се в южния сектор на Източния фронт. През февруари 1943 г. групата армии е обединена с група армии „Б“, сформирайки отново съществувалата по-рано група армии „Юг“.
Единственият командир на формированието е фелдмаршал Ерих фон Манщайн.
Тя е създадена да държи линията между армия от група „А“ и група армии „Б“.
Тя се е състояла от Шеста армия (Германия) при Сталинградския чувал, която включва елементи на Четвърта танкова армия, заедно с остатъци от Четвърта румънската армия и 4 слаби танкови дивизии.